# Райан, Мариса
Мариса Райан (англ. Marisa Ryan, род. 20 ноября 1974) — американская актриса, наиболее известная благодаря роли в ситкоме CBS «Папочка-майор», где она снималась с 1989 по 1993 год. Также она известна по роли детектива в финальном сезоне сериала Fox «Полицейские под прикрытием» (1998).
Райан родилась и выросла в Нью-Йорке и дебютировала на экране в фильме 1983 года «Без следа». В 2001 году она появилась в кинофильме «Жаркое американское лето», который в 2015 году был возрожден в виде сериала Netflix, где Райан также приняла участие. В 2000-х Райан также появлялась в сериалах «Секс в большом городе», «Закон и порядок» и «Закон и порядок: Специальный корпус».
С 1993 по 2002 год Райан была замужем за актёром Джереми Систо.

## Избранная фильмография
| Год  |   | Русское название | Оригинальное название | Роль       |
| ---- | - | ---------------- | --------------------- | ---------- |
| 2014 | с | Оставленные      | The Leftovers         | самозванка |